# Ruitersbos
Ruitersbos is een woonwijk gelegen in het zuiden van Breda. De wijk grenst aan het Ginneken en het Mastbos. 
Het is een relatief dunbevolkte woonbuurt met ca. 2400 inwoners. Er staan hier veel luxueuze koopwoningen en er liggen diverse sportcomplexen, met name aan de uiterste westzijde, bij de oostelijke oever van de rivier de Aa of Weerijs. In de noordwesthoek is aan de Mendelssohnlaan het Mencia de Mendozalyceum gelegen en de Internationale School Breda. In het zuiden vormen de Burgemeester de Manlaan en de Burgemeester Kerstenslaan de grens met het befaamde Mastbos. De hier gelegen villabuurten heten het Montenspark en Montensbos. Vlakbij liggen ook de locaties van de sportverenigingen BH & BC Breda, A.V. Sprint en SAB Breda.
Er zijn in de wijk ook twee woon-zorgcentra: Huize Ruitersbos en het kleinere De Breedonk.